# Kendra Cocksedge
Kendra Cocksedge   (New Plymouth, 1 de juliol de 1988) és una jugadora internacional de rugbi i criquet de Nova Zelanda. Juga amb l'equip de rugbi a XV de les Black Ferns ("Falgueres Negres"), la selecció del país, i per a l'equip provincial de Canterbury. Va formar part de l'equip que va guanyar la Copa Mundial Femenina de Rugbi de 2010.